# Університет ООН
Університет Організації Об’єднаних Націй (яп. 国際連合大学, Kokusai Rengō Daigaku) (УООН) — аналітичний центр та наукове відділення Організації Об'єднаних Націй. Її штаб-квартира розташована в Сібуя, Токіо, Японія, і має дипломатичний статус установи ООН. Її місія полягає в тому, щоб допомагати розв'язувати глобальні проблеми, пов'язані з людським розвитком і добробутом, шляхом спільних досліджень і освіти.

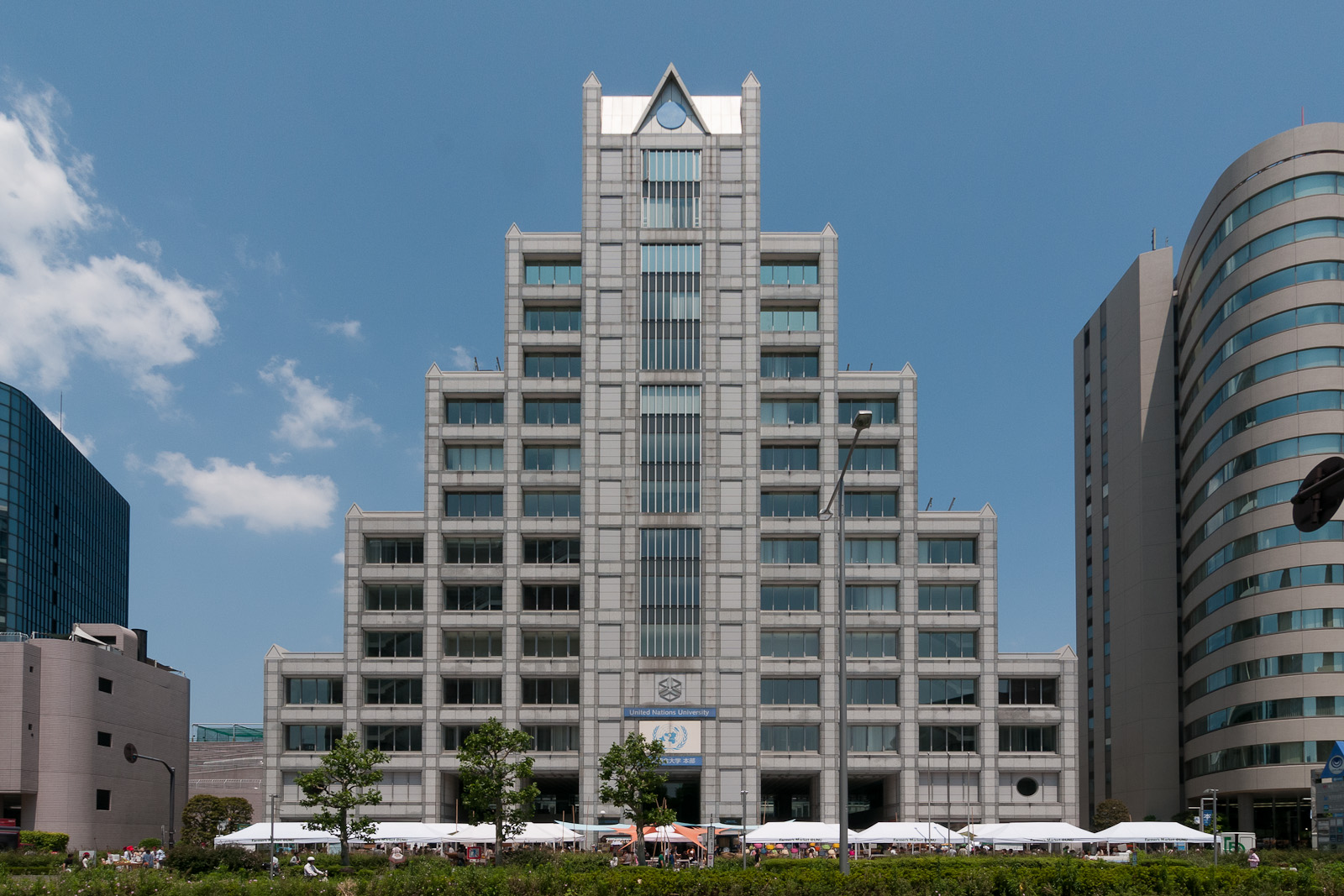
Університет ООН у Токіо

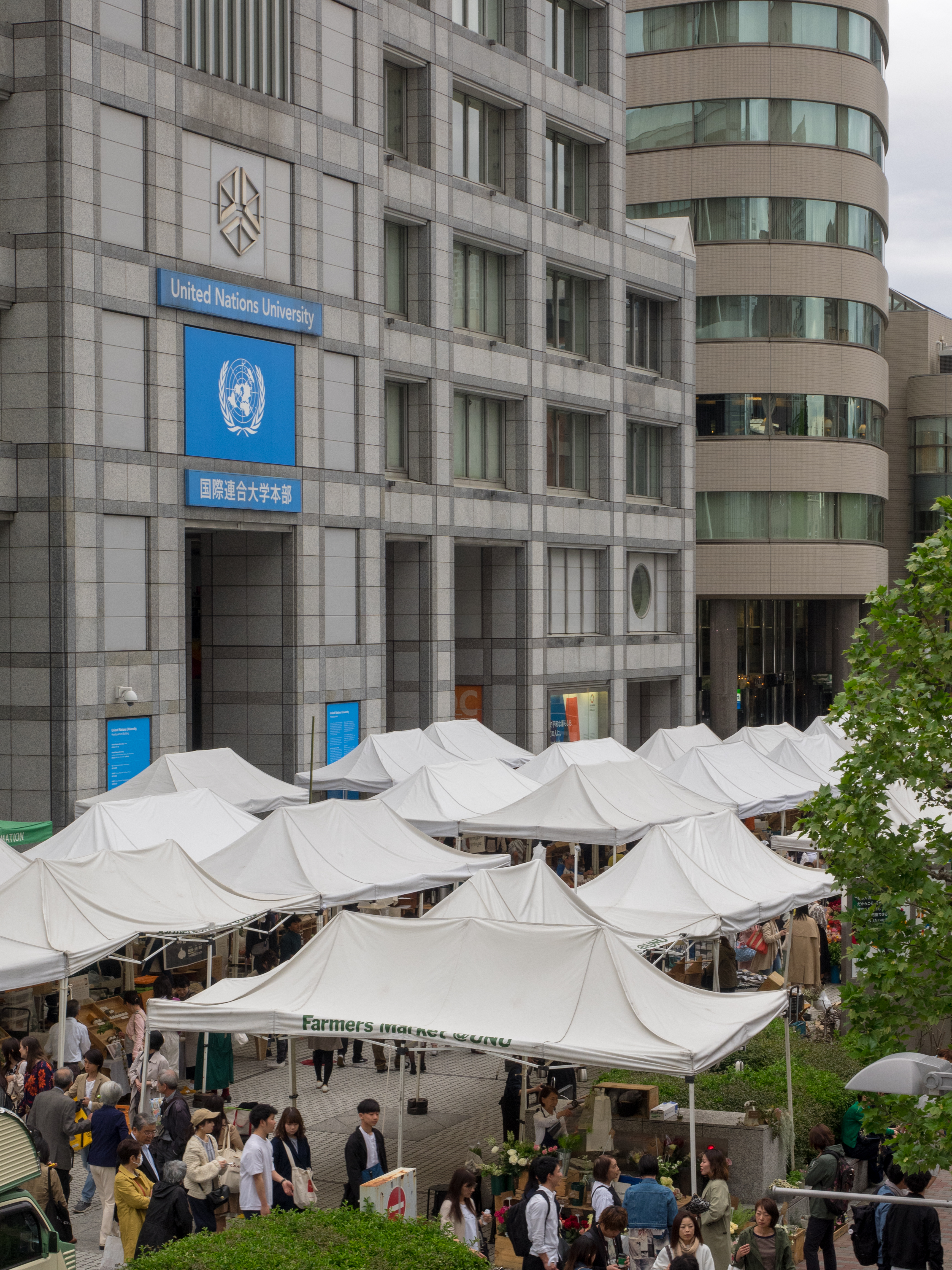
Вхід до корпусу університету

У 1969 році Генеральний секретар ООН У Тан запропонував «створити університет Організації Об'єднаних Націй, міжнародний і відданий цілям Хартії миру та прогресу». Після трьох щорічних сесій, на яких обговорювалося це питання, Генеральна Асамблея ООН (ГА ООН) схвалила заснування Університету ООН у грудні 1972 року. Токіо було обрано як основне місце розташування через зобов'язання японського уряду надати приміщення та 100 мільйонів доларів до фонду УООН. Університет ООН був офіційно відкритий у січні 1975 року як перший у світі міжнародний університет.
З 2010 року Генеральна Асамблея ООН уповноважила УООН надавати ступені аспірантури, пропонуючи кілька магістерських і докторських програм. Дослідження університету офіційно надають пріоритет трьом тематичним сферам: мир і управління; глобальний розвиток та інклюзія; навколишнє середовище, клімат і енергія. УООН також сприяє взаємодії ООН з академічними установами та політиками в усьому світі, зокрема через кампуси, програми та афілійовані інститути, що охоплюють дванадцять країн.

## Організація та лідерство
Рада УООН є керівною установою університету і складається з 12 членів, які призначаються Генеральним секретарем Організації Об'єднаних Націй за погодженням з Генеральним директором ЮНЕСКО.
На сьогодні в УООН було сім ректорів. Нинішнім ректором є професор Тшілідзі Марвала з Південної Африки, який обійняв цю посаду 1 березня 2023 року. Марвала змінив на цій посаді Девіда М. Мелоуна з Канади, який обіймав посаду ректора протягом двох термінів з 2013 року.

### Список ректорів
| # | Ректор                   | Заступив на посаду     | Залишив посаду       |
| - | ------------------------ | ---------------------- | -------------------- |
| 1 | Джеймс Макнотон Гестер   | 11 листопада 1974 року | 10 квітня 1980 року  |
| 2 | Soedjatmoko              | 10 квітня 1980 року    | 30 березня 1987 року |
| 3 | Ейтор Гургуліно де Соуза | 30 березня 1987 року   | 1 вересня 1997 року  |
| 4 | Ганс ван Гінкель         | 1 вересня 1997 року    | 1 вересня 2007 р     |
| 5 | Конрад Остервальдер      | 1 вересня 2007 р       | 28 лютого 2013 р     |
| 6 | Девід М. Мелоун          | 1 березня 2013 року    | 28 лютого 2023 р     |
| 7 | Тшілідзі Марвала         | 1 березня 2023 р       | Діючий               |

Університет очолює ректор, який обіймає посаду заступника Генерального секретаря ООН.

## Історія
Університет був офіційно заснований у 1972 році та розпочав свою діяльність у 1975 році після підписання угоди про постійну штаб-квартиру між ООН та Японією. Створення Університету ООН було розпочато Генеральним секретарем У Таном у 1969 році.

### Інститути та проректорат УООН
Протягом багатьох років було створено кілька Інститутів УООН, щоб допомогти дослідницьким ініціативам ООН. Зокрема, у 2007 році було створено проректорат у Бонні (УООН-ViE), Німеччина, як спосіб зміцнення присутності УООН в Європі.

### УООН як навчальний заклад
У грудні 2009 року Генеральна Асамблея ООН внесла зміни до Статуту УООН, щоб надати можливість «гарантувати та присуджувати ступені магістра та доктора, дипломи, сертифікати та інші академічні відзнаки на умовах, викладених для цієї мети в статуті Ради».
У 2013 році Інститут стійкості та миру УООН-ІСМ у Токіо оголосив про свій намір отримати акредитацію від Національного інституту академічних ступенів та оцінки університетів (NIAD-UE), який є японським агентством з акредитації вищих навчальних закладів. У 2014 році УООН-ІСМ було об'єднано з Інститутом перспективних досліджень УООН в Йокогамі, щоб сформувати Інститут перспективних досліджень сталого розвитку УООН (УООН-ІПД). УООН-ІПД був офіційно акредитований у квітні 2015 року, що зробило його першою міжнародною організацією, визнаною НУАС-ПЯО.
У 2014 році УООН-MERIT у співпраці з Маастрихтським університетом розпочав надання подвійного ступеня магістра наук у галузі державної політики та людського розвитку. У 2018 році програма була повторно акредитована Організацією з акредитації Нідерландів і Фландрії.

## Місцезнаходження
Університет має кілька кампусів, розташованих на п'яти континентах. Його штаб-квартира розташована в центрі УООН в Токіо, Японія.

## Дослідження
Роль Університету ООН полягає в тому, щоб отримувати нові знання, навчати, зміцнювати індивідуальні та інституційні можливості та поширювати свою корисну інформацію серед відповідних аудиторій. У період між 2020 і 2024 роками Університет керуватиметься наступними чотирма головними цілями:
1. Програмування, що відповідає політичним вимогам: продовжуючи робити політичні міркування центральними у своїх дослідницьких програмах і, крім того, активно формувати політичні програми шляхом цільової та стратегічної співпраці.
2. Інвестиції в динамічну, інноваційну та різноманітну інституційну культуру: заохочуючи інновації в усіх аспектах роботи університету, яка здійснюється різноманітною та гендерно збалансованою спільнотою вчених, комунікаторів та професіоналів з управління, а також сприяючи співпраці між просторовими та дисциплінарними межами.
3. Зміцнення співпраці, комунікації та видимості: використовуючи досвід і мережі, поширені в системі УООН, сприяти співпраці, ефективним комунікаційним заходам і забезпечити відповідність досліджень УООН фактичним потребам.
4. Прагнення до фінансової стійкості всієї системи УООН: шляхом усунення фінансових обмежень, які інакше підірвали б амбіційне довгострокове планування досліджень, забезпечити за допомогою практики спільного управління, щоб цілі збору коштів були реалістичними, досяжними та доповнювали інші стратегічні пріоритети.

Відповідно до Стратегічного плану Університету ООН на 2020—2024 рр., академічна робота Університету ООН орієнтується на три тематичні напрями:
- Мир і безпека
- Соціальні зміни та економічний розвиток
- Навколишнє середовище, клімат та енергетика.

Разом ці тематичні кластери визначають програмний простір, у якому Університет ООН здійснює свою академічну діяльність. Деякі ключові перспективи (такі як гендерна рівність, права людини та сталість) пронизують усі аспекти роботи Університету ООН.

## Інститути та програми
Наукова робота Університету ООН здійснюється глобальною системою інститутів, операційних підрозділів і програм, розташованих у 12 країнах світу.

### Інститути
- Центр політичних досліджень (УООН-ЦПД) у Нью-Йорку, США
- Інститут порівняльних регіональних інтеграційних досліджень (УООН-ПРІД) у Брюгге, Бельгія
- Інститут навколишнього середовища та людської безпеки[15] (УООН-НСЛБ) у Бонні, Німеччина
- Інститут інтегрованого управління матеріальними потоками та ресурсами[16] (УООН-МПР) у Дрездені, Німеччина
- Інститут перспективних досліджень сталого розвитку[17] (УООН-ІПД) у Токіо, Японія
- Міжнародний інститут глобального здоров'я[18] (УООН-ІГЗ) у Куала-Лумпурі, Малайзія
- Інститут природних ресурсів в Африці[19] (УООН-ІПРА) в Аккрі, Гана
- Інститут води, навколишнього середовища та здоров'я[20] (УООН-ІВНСЗ) у Гамільтоні, Канада
- Інститут в Макао (УООН Макао) в Макао, Китай
- Маастрихтський інститут економічних і соціальних досліджень та навчальний інститут інновацій і технологій (УООН-МЕДІТ) у Маастрихті, Нідерланди
- Всесвітній інститут досліджень економіки розвитку (УООН-ВІДЕР) у Гельсінкі, Фінляндія

### Операційні блоки
- Операційний підрозділ електронного врядування, орієнтованого на політику (УООН-ОПЕВ) у Гімарайнші, Португалія

### Програми
- Програма з біотехнології в Латинській Америці та Карибському басейні[21] (УООН-БІОЛАК) у Каракасі, Венесуела

### Колишні інститути, які раніше брали участь у певному проекті або програмі
- Міжнародний інститут технологій програмного забезпечення (УООН-МІТПЗ) у Макао, Китай (був закритий у 2012 році)
- Інститут обчислювальної техніки та суспільства (УООН-ОТС) в Макао, Китай
- Інститут сталого розвитку та миру[22] (УООН-ІСРМ) у Токіо, Японія (був об'єднаний з Інститутом перспективних досліджень УООН для створення УООН-ІПД у 2014 році)
- Програма харчових продуктів і харчування для людського та соціального розвитку[23] (УООН-ПХП) в Ітаці, США
- Навчальна програма рибальства[24] (УООН-НПР) у Рейк'явіку, Ісландія
- Геотермальна навчальна програма[25] (УООН-ГНП) у Рейк'явіку, Ісландія
- Навчальна програма відновлення землі[26] (УООН-НПВЗ) у Рейк'явіку, Ісландія
- Міжнародна навчальна програма з вивчення гендерної рівності (УООН-МПВГР) у Рейк'явіку, Ісландія
- Інститут глобалізації, культури та мобільності (УООН-ІГКМ) у Барселоні, Іспанія